# Подорожні (мінісеріал)
Подорожні (англ. Fellow Travelers) — американський історичний мінісеріал, заснований на однойменному політичному трилері Томаса Маллона 2007 року. У центрі сюжету роман Меттью Бомера та Джонатана Бейлі, що триває десятиліттями. Два чоловіки, які вперше зустрічаються в розпал маккартизму у 1950-х роках. Прем'єра серіалу відбулася 29 жовтня 2023 року на каналі Showtime після релізу 27 жовтня на Paramount+ з Showtime.

## Акторський склад

### Головні ролі
- Метт Бомер — Гокінс Фуллер, ветеран Другої світової війни і чиновник державного департаменту, який приховує свою гомосексуальність та має внутрішню гомофобію.

- Джонатан Бейлі — Тім Лафлін, молодий та ідеалістичний співробітник Конгресу, який заплутується у стосунках з Гокінсом. Має складні стосунки з релігією.

- Джелані Алладін у ролі Маркуса Гейнса, афроамериканський репортер-гей, що потерпає від прихованої расової сегрегації у Вашингтоні 1950-х років.

- Лайнас Роуч у ролі сенатора Веслі Сміта, наставника Гокінса і противника маккартизму (частково образ з Лестера Калевей Ханта).

- Ноа Дж. Рікетс — Френкі Хайнс, самовпевнений у собі молодий чоловік, працює у гей барі травесті, партнер Маркуса.

- Еллісон Вільямс — Люсі Сміт, донька сенатора Сміта та подруга дитинства та дружина Гокінса.

### Другорядні ролі
- Кріс Бауер — у ролі конгресмена Джозефа Маккарті.

## Епізоди
| № серії | Назва серії                          | Режисер(и)       | Teleplay by                           | Оригінальна дата показу |
| --- | ------------------------------------ | ---------------- | ------------------------------------- | ----------------------- |
| 1 | «You're Wonderful»                   | Daniel Minahan   | Ron Nyswaner                          | 29 жовтня 2023          |
| У 1950-х роках Вашингтон Гокінс Фуллер, герой війни, просувається по кар'єрній драбині у державному департаменті, фліртуючи з жінками, насолоджуючись анонімним сексом з чоловіками та уникаючи емоційних зав'язків. Все змінюється, коли Гокінс знайомиться з релігійним Тімом Лафліном: у них починається роман, який ставить їхні подальші кар'єри під загрозу. У 1986 році одружений Гокінс отримує таємничий пакунок і вирішує, що мусить побачити Тіма. Прем'єра серіалу.                                                    |                                      |                  |                                       |                         |
| 2 | «Bulletproof»                        | Daniel Minahan   | Dee Johnson                           | 5 листопада 2023        |
| Коли Державний департамент починає розслідування щодо підозрюваних у гомосексуалізмі співробітників, Гокінс дистанціюється від Тіма. Під підозру потрапляє колега Гокінса Мері. Журналіст Маркус втрачає доступ до засідання комісії Джозефа Маккарті після суперечки з Роєм Коном, але його втішає у гей барі Френкі. Потребуючи прикриття, Гокінс Фуллер зближується з Люсі Сміт. У 1980-х роках Сан-Франциско Фуллер спостерігає за життям геїв під час Криза ВІЛ/СНІДу в США, коли сестра Тіма забороняє йому бачитися з ним.  |                                      |                  |                                       |                         |
| 3 | «Hit Me»                             | Destiny Ekaragha | Ron Nyswaner                          | 12 листопада 2023       |
| Гокінс і Тім вирушають у подорож, яка йде шкереберть, коли Тім розуміє, що Фуллер використовує поїздку, щоб накопати компромат на ворогів сенатора Сміта. Конфлікт Маркуса і Френкі з вишибалою-расистом ставить питання про їхні подальші стосунки. Рой відчайдушно намагається вберегти Девіда від мобілізації, а Джин Керр ставить під сумнів маскулінність Маккарті. |                                      |                  |                                       |                         |
| 4 | «Your Nuts Roasting on an Open Fire» | James Kent       | Anya Leta                             | 19 листопада 2023       |
| У той час, як уряд продовжує чистку від гомосексуалів, Гокінс проходить перевірку на детекторі брехні про своє сексуальне життя і публічно залицяється до Люсі, втягуючи Тіма у відчайдушну змову з метою знищення Маккарті та Кона. Маркус мириться зі своїм потягом до Френкі. Девіда призвали в армію, а Рой натомість погрожує знищити армію США. У 1980-х роках у Сан-Франциско Гокінс знайомиться з прийомним сином Маркуса і Френкі, а Тім вербує Гокінса, щоб той допомагав його групі активістів, які борються зі СНІДом. |                                      |                  |                                       |                         |
| 5 | «Promise You Won't Write»            | James Kent       | Katie Rose Rogers & Robbie Rogers     | 26 листопада 2023       |
| Одержимість Роя Кона Девідом Шайном призводить до телевізійних слухань "Армія США проти Маккарті" і національного скандалу, коли союзники Маккарті нападають на сенатора Сміта, погрожуючи викрити сімейні таємниці. Фуллер намагається захистити Сміта, приховуючи своє таємне життя від Люсі, хоча трагедія зближує їх. Маркус мусить обирати між коханням до Френкі та новою роботою у Post. Перед обличчям справжніх натур Маккарті та Фуллера Тім приймає рішення про своє майбутнє, яке змінює його життя.                   |                                      |                  |                                       |                         |
| 6 | «Beyond Measure»                     | Uta Briesewitz   | Dee Johnson                           | 3 грудня 2023           |
| Це 1968 рік, і Тім - протестувальник проти участі Сполучених Штатів у війні у В'єтнамі, через це його розшукує ФБР. Фуллер і Люсі живуть спокійним життям, мають двох дітей і заміський будинок - ідеальне місце для Тіма, щоб сховатися. Роками не спілкуючись, Фуллер хоче, щоб Тім повернувся у його життя, а Тім - на шляху до того, щоб стати священиком - не може встояти перед чарами Гокінса. Маркус відкладає кар'єру, щоб піклуватися про свого старого батька, відмовляючи собі у стосунках з Френкі.                   |                                      |                  |                                       |                         |
| 7 | «White Nights»                       | Destiny Ekaragha | Brandon K. Hines & Ron Nyswaner       | 10 грудня 2023          |
| Це 1979 рік, і Тім, тепер уже соціальний працівник у Сан-Франциско, їде на Файр-Айленд, де, як він підозрює, Гокінс спивається до смерті після сімейної трагедії. Фуллер бере Тіма в тур "гей-раєм", де вони віддаються танцям, наркотикам і нестримному сексу. У Сан-Франциско Маркус і Френкі виявляються втягнутими у вибух гей-люті, спричинений вироком у справі про вбивство Дена Вайта. Доросла донька Гокінса, Кімберлі, змушує Люсі розповісти правду про шлюбсвоїх батьків.                                              |                                      |                  |                                       |                         |
| 8 | «Make It Easy»                       | Uta Briesewitz   | Ron Nyswaner,Anya Leta & Jack Solomon | 17 грудня 2023          |
| У 1957 році Гокінс і Тім зустрічаються на похороні сенатора Маккарті і востаннє намагаються знайти спосіб бути разом. У 1986 році в Сан-Франциско Фуллер шукає спокути, допомагаючи Тіму пережити ВІЛ кризу і стикаючись з Люсі, яка приїжджає з ультиматумом. Маркус і Френкі приголомшені новиною про ВІЛ статус свого прийомного сина Джерома. Тім приймає важке рішення, яке назавжди змінить життя Фуллера. |                                      |                  |                                       |                         |